# Bundesstraße 212
Die Bundesstraße 212 (Abkürzung: B 212) ist eine Bundesstraße in Bremen und Niedersachsen zwischen Bremerhaven und Bookholzberg über eine Distanz von etwa 68 Kilometern.

## Streckenverlauf
Die Bundesstraße 212 beginnt/endet an der Anschlussstelle Bremerhaven-Zentrum der A 27 und endet/beginnt südlich von Bookholzberg an der Anschlussstelle Ganderkesee-West der A 28. Bis auf das Anfangsstück im Bundesland Bremen verläuft sie komplett auf niedersächsischem Gebiet entlang der Unterweser. Eine Besonderheit der Bundesstraße ist, dass zwischen Bremerhaven und dem Nordenhamer Ortsteil Blexen die Weser durch eine Fährverbindung gequert wird. 
Nördlich und westlich von Rodenkirchen ist die Bundesstraße 212 für knapp vier Kilometer zugleich die Bundesstraße 437. Sie verbindet südlich von Bremerhaven die A 27 durch den Wesertunnel zwischen Stotel und Rodenkirchen mit der A 29 westlich von Varel. In Brake zweigt die Bundesstraße 211 in südwestlicher Richtung nach Oldenburg ab.

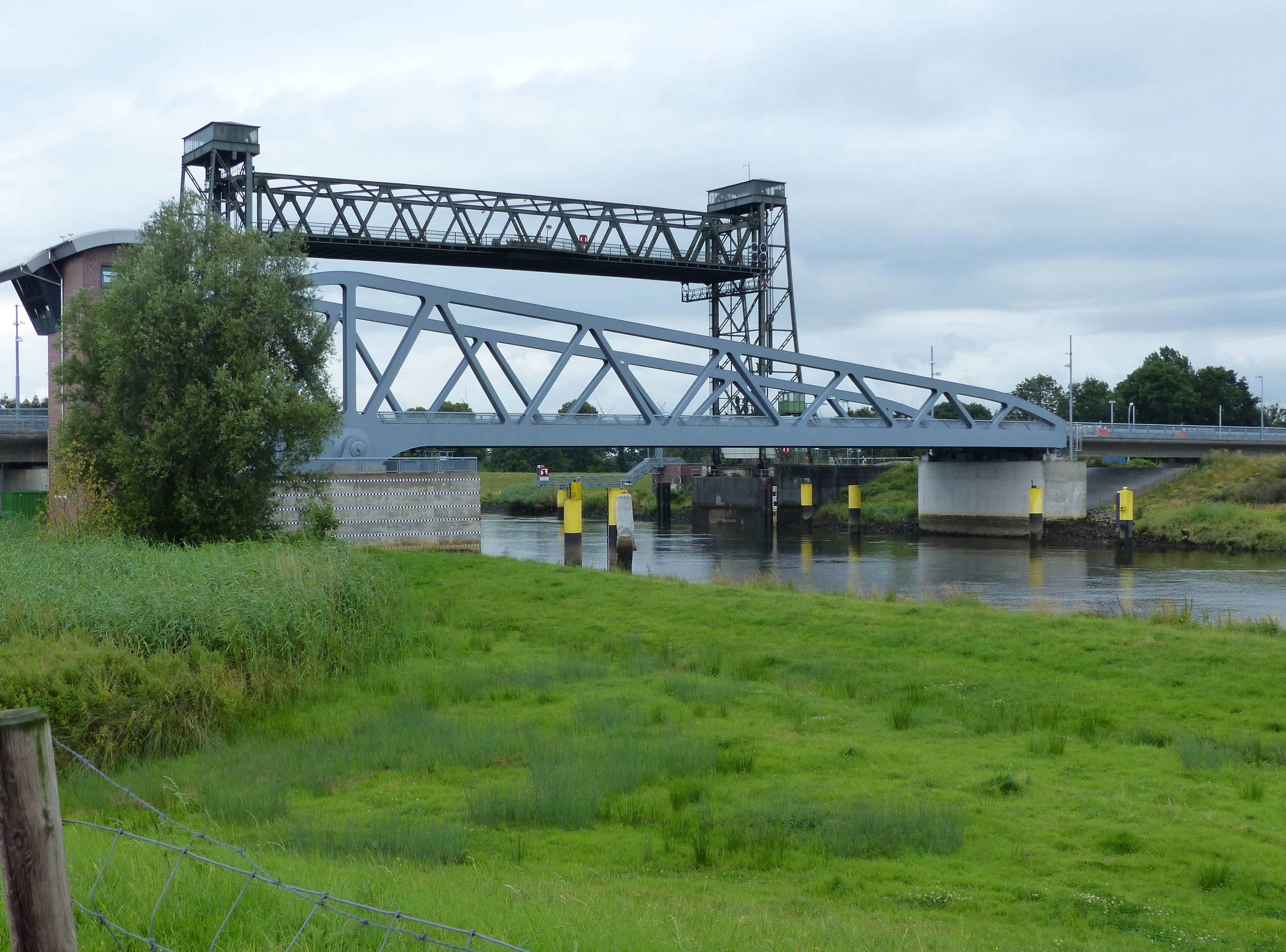
Neue Klapp- (vorne) und alte Hubbrücke (hinten) über die Hunte bei Huntebrück

Eine weitere Besonderheit ist die Querung der Hunte bei Huntebrück mit einer beweglichen Brücke. Diese war als Hubbrücke ausgelegt (Hubbrücke Huntebrück) und wurde im Zuge des Baus der B 212n durch eine Klappbrücke ersetzt. Die Neubaustrecke der B 212 zwischen Huntebrück und Harmenhausen fungiert zugleich als Ortsumfahrung für Berne.

## Geschichte
Das Großherzogtum Oldenburg erschloss zwischen 1856 und 1869 die Ortschaften der Wesermarsch durch Verbindungsstraßen, die aus Sparsamkeitsgründen mit einheimischen Klinkersteinen errichtet und mit vielen rechtwinkligen Kurven angelegt wurden. Die Landstraße von Brake über Rodenkirchen und Esenshamm bis Ellwürden wurde 1857 als Fortsetzung der 1852 eröffneten Chaussee Oldenburg–Brake (heutige B 211) fertiggestellt. Diese Straße wurde 1858 über Abbehausen bis Stollhamm verlängert und erreichte 1861 Burhave.
Eine durchgehende Straße von Bremen bis Nordenham gab es nicht, sondern nur eine nördliche Teilstrecke zwischen Brake und Nordenham (im Anschluss an die heutige B 211) sowie eine südliche Teilstrecke zwischen Elsfleth und Delmenhorst.
Die Landstraße zwischen Bookholzberg und Nordenham wurde um 1937 trotz ihres schlechten Ausbauzustands zur Reichsstraße erhoben. Während des Zweiten Weltkrieges wurden keine Ausbesserungsarbeiten an den Klinkerstraßen (77 % aller Reichsstraßen in der Wesermarsch waren Klinkerstraßen) durchgeführt, so dass ein Teil der Klinker im weichen Moorboden versank. Dadurch entstanden Bodenwellen, die streckenweise nur eine Höchstgeschwindigkeit von 20 km/h erlaubten.
Im Dezember 1950 wurde die neue Bundesstraße von Elsfleth nach Brake-Kirchhammelwarden fertiggestellt, die als erste Straße in der Wesermarsch eine gerade Straßenführung abseits von Deichen oder Wasserzügen aufwies. Mitte der 1950er Jahre wurde diese neue Bundesstraße bis zur Kreuzung mit der B 211 (westlich von Brake) verlängert, so dass die Stadt Brake nicht mehr von der B 212 befahren wird. In den 1960er Jahren wurde die B 212 von Nordenham bis Bremerhaven verlängert. Die Umgehungsstraße um die Orte Atens und Blexen wurde zwischen 1965 und 1968 in mehreren Etappen erbaut und konnte am 1. Januar 1968 eröffnet werden.
Im März 2002 wurde auch die Umgehungsstraße um den Ort Rodenkirchen fertiggestellt. Im Sommer 2006 wurde das Teilstück zwischen Oberhammelwarden und Brake vollständig erneuert. Der Abschnitt Elsfleth-Oberhammelwarden folgte im Sommer 2007.
Das Teilstück zwischen Huntebrück und der B 74 bei Berne wurde am 8. Dezember 2016 eingeweiht. Die ebenfalls im Zuge dieses Teilstücks der B 212n errichtete Klappbrücke über die Hunte wurde am 10. Dezember 2015 dem Verkehr übergeben.
2021 wurde das Teilstück zwischen der B 74 und Harmenhausen fertiggestellt.

## Planung
Nach Planungen der Niedersächsischen Landesbehörde für Straßenbau und Verkehr wird die Anbindung der Bundesstraße 212 zwischen Huntebrück und der Landesgrenze zu Bremen zum Großteil neu gebaut werden. Die B 212 soll nicht mehr über Bookholzberg zur A 28 führen, sondern von Berne aus soll der Verkehr bis zur Anschlussstelle Bremen-Seehausen der A 281 geführt werden, wo diese aus bzw. in Richtung des künftigen Wesertunnels abbiegt. Dadurch kann das Bremer Stadtzentrum von Berne aus in Zukunft ohne Umweg angefahren werden. „Mit dem Bau dieser Bundesstraße soll eine leistungsfähige Verbindung zwischen dem Unterweserraum mit seinen Seehafenstandorten, der Stadt Delmenhorst sowie der Hansestadt Bremen und damit auch ein verbesserter verkehrlicher Anschluss der Region an das überörtliche Straßenverkehrsnetz (A 1, A 27, A 28, A 29, A 281) geschaffen werden.“
In einer Koalitionsvereinbarung für die Wahlperiode von 2007 bis 2011 forderten SPD und CDU in Bremen: „Die Planungen für die B 212 n als wichtige Zulaufstrecke zur A 281 sind abzuschließen und planerisch zu sichern, um das Projekt zeitgleich mit der Fertigstellung der A 281 zu realisieren.“
Obwohl die Trassenplanung für die B 212n zwischen Harmenhausen und der Autobahn 281 im Herbst 2012 abgeschlossen wurde, herrscht über den weiteren Verlauf der B 212 zwischen den Gemeinden im Südosten des Landkreises Wesermarsch, der Gemeinde Ganderkesee im Landkreis Oldenburg und der Stadt Delmenhorst Uneinigkeit. Weil der Bau des neuen B 212-Abschnitts mit dem Übergabepunkt Stromer Landstraße dem Gebiet der Stadt Delmenhorst mehr Verkehr nach sich ziehen wird, hat das Bundesverkehrsministerium das Land Niedersachsen mit Planungen für eine Umfahrung von Delmenhorst beauftragt.